# Kanton Andernach
Der Kanton Andernach (franz.: Canton d’Andernach) war eine von zwölf Verwaltungseinheiten, in die sich das Arrondissement Koblenz im Rhein-Mosel-Departement gliederte. Der Kanton war in den Jahren 1798 bis 1814 Teil der Französischen Republik (1799–1804) und des Französischen Kaiserreichs (1804–1814). Hauptort (Chef-lieu) war Andernach.
Der Kanton war zugleich Friedensgerichtsbezirk.
Vor der Besetzung des Linken Rheinufers im Ersten Koalitionskrieg gehörte der Verwaltungsbezirk des Kantons Andernach hauptsächlich zum Kurfürstentum Köln, teilweise zum Kurfürstentum Trier sowie zu kleineren Territorien.
Im Jahr 1814 wurde das Rhein-Mosel-Departement und damit auch der Kanton Andernach vorübergehend Teil des Generalgouvernements Mittelrhein und kam 1815 aufgrund der auf dem Wiener Kongress getroffenen Vereinbarungen zum Königreich Preußen. Unter der preußischen Verwaltung ging der Kanton Andernach im 1816 neu gebildeten Kreis Mayen im Regierungsbezirk Koblenz auf.

## Verwaltungsgliederung
Der Kanton Andernach gliederte sich in 20 Gemeinden mit 59 Ortschaften, die von vier Mairies verwaltet wurden. Im Jahr 1808 lebten im Kanton insgesamt 10.637 Einwohner.

### Mairie Andernach
Zur Mairie gehörten 19 Ortschaften in sechs Gemeinden mit insgesamt 5188 Einwohnern; Bürgermeister: Johann Michael Nachtsheim. 
Gemeinden:
- Andernach
- Brohl, seit 1970 Ortsteil von Brohl-Lützing
- Eich, seit 1970 Stadtteil von Andernach
- Miesenheim, seit 1970 Stadtteil von Andernach
- Namedy mit Fornich, seit 1969 Stadtteil von Andernach
- Nickenich

### Mairie Burgbrohl
Zur Mairie gehörten fünf Gemeinden mit insgesamt 1582 Einwohnern; Bürgermeister: Ferdinand von Bourscheidt. 
Gemeinden:
- Burgbrohl
- Kell, seit 1970 Stadtteil von Andernach; zu Kell gehörte der Weiler Tönisstein
- Niederlützingen mit Oberlützingen, Niederlützingen ist seit 1970 ein Ortsteil von Brohl-Lützing, Oberlützingen seit 1969 ein Ortsteil von Burgbrohl
- Niederweiler mit Oberweiler, seit 1969 der Ortsteil Weiler in Burgbrohl
- Wassenach

### Mairie Niederbreisig
Zur Mairie gehörten fünf Gemeinden mit insgesamt 2085 Einwohnern; Bürgermeister: Matoni (1808), H. Kaifenheim (1811). 
Gemeinden:
- Gönnersdorf
- Niederbreisig, seit 1969 Stadtteil von Bad Breisig
- Oberbreisig, seit 1969 Stadtteil von Bad Breisig
- Rheineck, seit 1969 Stadtteil von Bad Breisig
- Waldorf

### Mairie Saffig
Zur Mairie gehörten sechs Ortschaften in vier Gemeinden mit insgesamt 2249 Einwohnern; Bürgermeister: Peter Kleudgen. 
Gemeinden:
- Kretz
- Kruft
- Plaidt
- Saffig